# 镇康无心菜
镇康无心菜（学名：Arenaria nigricans var. zhengkangensis）为石竹科无心菜属下的一个变种。